# Fire and Gasoline
Fire and Gasoline – drugi solowy album Steve’a Jonesa wydany w 1989 roku przez firmę MCA. Na płycie wystąpili gościnnie: Axl Rose („I Did U No Wrong”), Nikki Sixx („We're No Saints”), Billy Duffy i Ian Astbury.

## Lista utworów
1. „Freedom Fighter”
2. „We're No Saints”
3. „God In Louisiana”
4. „Fire And Gasoline”
5. „Hold On”
6. „Trouble Maker”
7. „I Did U No Wrong”
8. „Get Ready”
9. „Gimme Love”
10. „Wild Wheels”
11. „Leave Your Shoes On”
12. „Suffragette City”

## Skład
- Steve Jones – śpiew, gitara
- Billy Duffy – gitara
- Terry Nails – gitara basowa
- Ian Astbury – śpiew, tamburyn
- Mickey Curry – perkusja
- Axl Rose – śpiew („I Did U No Wrong”)
- Nikki Sixx – śpiew, gitara basowa („We're No Saints”)